# Hermann Ganswindt
Johann Hermann Ganswindt - Brüke (Voigtshof bij Seeburg, 12 juni 1856 - Berlijn, 29 oktober 1934) was een Duits ondernemer. Ganswindt hield zich in zijn vrije tijd voornamelijk bezig met het doen van uitvindingen. Hij staat bekend als een van de eerste grondleggers van de rakettechniek die de ruimtevaart mogelijk heeft gemaakt.
Ganswindt kwam in 1890 als eerste met het idee om een raket te bouwen die op vloeibare brandstof liep. Dit idee verwierp hij echter al snel omdat het niet gedetailleerd genoeg was. Ook zou zijn idee bij nader inzien onuitvoerbaar zijn geweest, vanwege een paar fouten in zijn berekeningen. Hierdoor is zijn raket op vloeibare brandstof nooit werkelijkheid geworden. Zijn ideeën waren echter wel een stap in de goede richting en dat maakt hem een belangrijke grondlegger van de rakettechniek.